# برنامه آخر آخر شب با جیمز کوردن
برنامه آخر آخر شب با جیمز کوردن (انگلیسی: The Late Late Show with James Corden) (که همچنین با نام آخر آخر شب شناخته می‌شود) یک برنامه گفتگوی آخر شب آمریکایی است که توسط جیمز کوردن از سی‌بی‌اس میزبانی می‌شود. در ۱۴ مارس ۲۰۲۰، برنامه به‌طور تعلیق به‌علت دنیاگیری کروناویروس درآمد.